# Pino Sagliocco

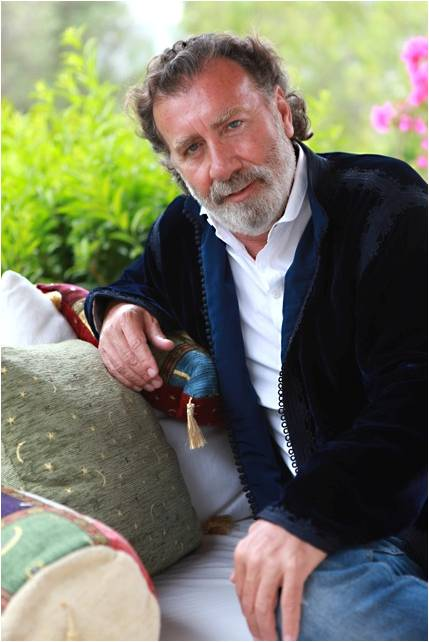
Pino Sagliocco 2012

Pino Sagliocco (Carinaro, Italia. 1959)  promotor musical y presidente de Live Nation en España.
Se instaló en España en el año 1978
En sus inicios, en 1979, promovió el concierto del cantautor Alan Stivell. 
Su carrera como promotor musical tomó especial relevancia en los años 80 y desde entonces ha organizado conciertos y actuaciones en España y Portugal de artistas y grupos como Frank Zappa, Queen, David Bowie, George Michael, Paul McCartney, Rod Stewart, Prince, Madonna, Amy Winehouse, Roger Waters, Elton John, The Rolling Stones, Frank Sinatra, Michael Jackson y muchos más.
Creador del “Festival Ibiza’92”  en el que actuaron juntos en 1987 por primera vez Freddie Mercury y Montserrat Caballé, interpretando la canción “Barcelona” en una premier organizada en la discoteca KU de Ibiza.
También ha producido festivales como El "Festival La Nit",  que ganó la Medalla de Oro de la 32.ª edición del “New York International Film & TV Festival”; El "Rock in Río" o el "Festival Ibiza 123". También fue promotor del 25 aniversario del "Festival de Jazz de Montreaux".
Ha sido mánager de Joaquín Cortés y productor de sus espectáculos “Pasión Gitana”, “Soul”, “Live” y “Pura pasión”.
Considerado uno de los principales promotores musicales en Europa, en 2010 recibió el premio de la APM (Asociación de Promotores Musicales).
Ha recibido el título honorífico de "Cavaliere" de la Ordine della Stella d'Italia (Orden de la Estrella de Italia), reconocimiento que pone en valor su trabajo como embajador de la cultura italiana en todo el mundo y muy especialmente en su patria adoptiva, España.
En julio de 2022 fue nombrado Embajador Especial de la Organización Mundial del Turismo (OMT) uniéndose así a una lista, cada vez mayor, de figuras ilustres que gracias a su influencia y celebridad ayudan a promocionar el poder del turismo. En su nuevo papel, Pino Sagliocco se une a destacadas figuras como Giorgio Armani, Lionel Messi y otros referentes destacados del mundo de los negocios, el deporte, la gastronomía y la cultura para defender el turismo como pilar del desarrollo sostenible y motor de creación de oportunidades para todos.

## Biografía
Pino Sagliocco nació en Carinaro, Italia, una pequeña población cercana a Nápoles, en el seno de una familia tradicional y numerosa, mostrando desde muy joven su inquietud por la música y el espectáculo. Comienza a viajar por Italia y Europa, llegando casi por azar a España a finales de los 70, donde se establece.
Después de residir en Madrid y Barcelona, tiene establecida su residencia habitual en Ibiza.
En 2019 recibió el Premio Llave de Ibiza, otorgado a las personas más ilustres de la isla, por su contribución a que Ibiza sea un referente de la música a nivel internacional.
Casado dos veces con la misma mujer, Lorena Giavalisco, tiene tres hijos (Giulia Sagliocco, Luis Sagliocco, y Spencer Siles).

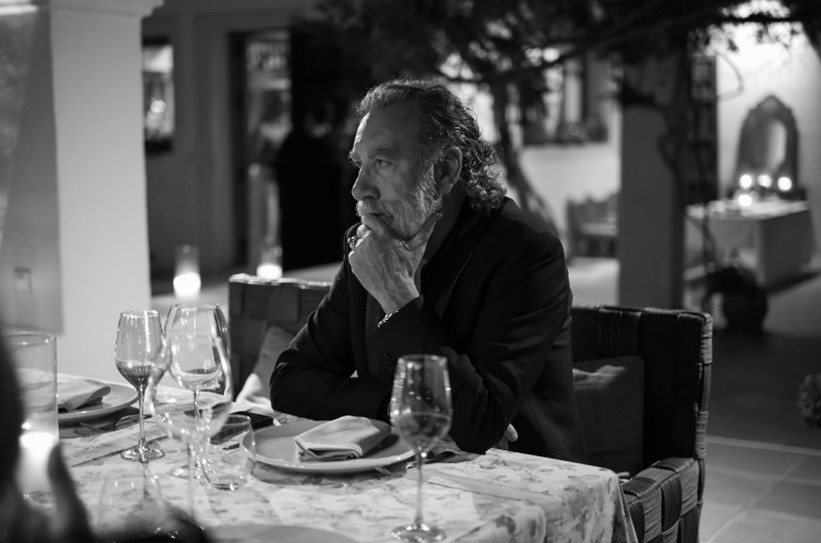

## Carrera profesional

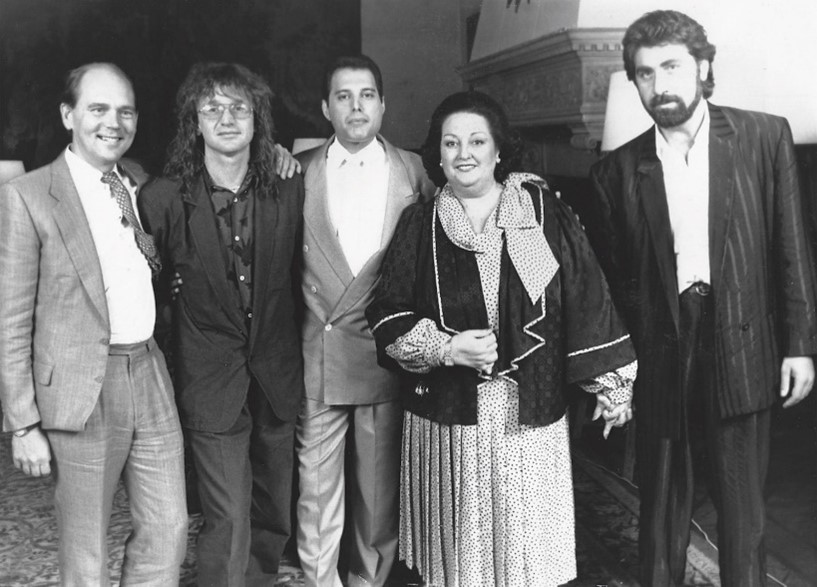
Pino Sagliocco junto a Freddy Mercury y Montserrat Caballé

Inició su carrera en 1979 promoviendo en Barcelona el concierto de Alan Stivell, y fue en 1986 cuando dio el salto a las grandes producciones con los conciertos de Queen y de Rod Stewart.
Un año después, en 1987, produjo el Festival pop "Ibiza’92" con la promotora Managers, de la cual fue fundador y propietario. Responsable de unir por primera vez a Freddy Mercury y Montserrat Caballé en la premier mundial del himno  Barcelona, el 29 de mayo de 1987 en la discoteca KU de Ibiza, de la que Pino Sagliocco es copropietario.
 El cartel fue completado con otros artistas como Spandau Ballet, Duran Duran, Chris Rea,  Poison, Marillion, Nona Hendryx, Hombres G y El último de la fila. Posteriormente llegarían la segunda y tercera ediciones del festival, en 1988 y 1989 respectivamente.
En 1988 produjo el "Festival La Nit", evento del Comité Organizador de los Juegos Olímpicos de Barcelona 1992, para promocionar los JJ.OO de Barcelona 92, donde vuelven a participar Freddy Mercury y Montserrat Caballé. Asistieron los Reyes Juan Carlos y Sofía, la Infanta Cristina y unas veinte mil personas.
Este festival fue preparado para la televisión a nivel internacional. El show se emitió en veintitrés países, combinando ópera, rock, pop y música clásica y ganó la Medalla de Oro de la 32.ª edición del “New York International Film & TV Festival”. La medalla está expuesta en el Museo Olímpico de Barcelona. Los beneficios fueron destinados a Cruz Roja Internacional. 
Produjo también los festivales Ibiza 123, y Rock in Rio.

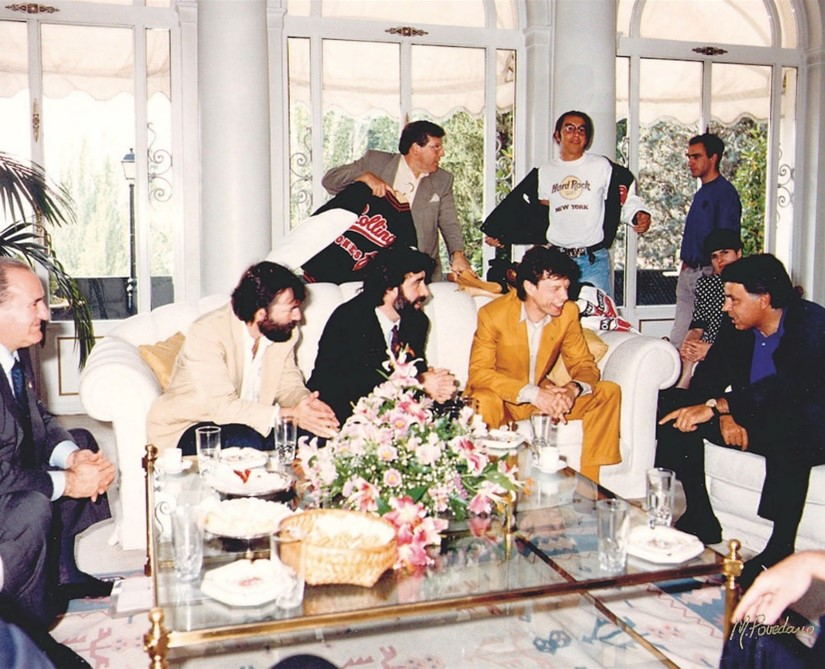
Pino Sagliocco junto a Mick Jagger

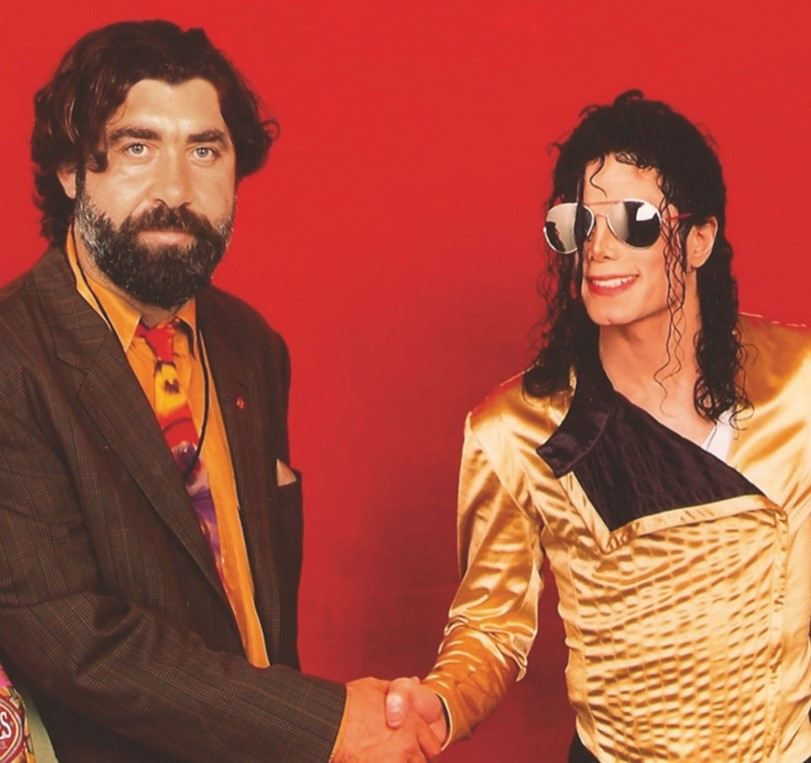
Pino Sagliocco junto a Michael Jackson

La década de los 90 fue el periodo que marcó la carrera musical de Pino en España ya que fue en estos años cuando produjo las actuaciones en el país de The Rolling Stones, Madonna, Frank Sinatra, Elton John, Prince, Guns N'Roses  y Michael Jackson.
Además de consolidar su carrera como promotor, los 90 marcaron el inicio de la carrera de Pino como mánager de artistas. En 1995 Pino Sagliocco se convirtió en mánager de Joaquín Cortés. Además de mánager, produjo y comercializó la totalidad de los espectáculos del artista español “Pasión Gitana”, “Soul”, “Live” y “Pura pasión”.
Produjo el disco de Camarón de la Isla y Tomatito– Montreux 1991 junto con Quincy Jones y Claude Nobbs. 
En 2001 trajo de nuevo a España a Madonna en la gira The drowned world tour en un único concierto en Barcelona y en 2012 promueve su gira mundial 2012 World Tour.
La carrera en solitario de Pino Sagliocco llegaría a su fin en 2002, año en el que se asoció con Grupo Gamerco, mediante la sociedad Troubleshooter, S.A. Posteriormente, en 2006, la empresa Live Nation adquirió Grupo Gamerco y Pino Sagliocco fue nombrado presidente de la compañía.
Ha organizado eventos de artistas internacionales televisados a todo el mundo gracias a su promoción, como el concierto de The Rolling Stones o Madonna desde Barcelona; "Soñadores de España", con Plácido Domingo y Julio Iglesias desde Sevilla; George Michael desde Madrid; Leonard Cohen en San Sebastián; Whitney Houston desde La Coruña; Frank Sinatra desde Barcelona, o la llegada de la bandera olímpica de los Juegos Olímpicos de Barcelona y el himno olímpico con Freddy Mercury y Monserrat Caballé como grandes estrellas.
Ha producido las actuaciones en España del ex The Beatles Paul McCartney,2003, que actuó dos días en Barcelona y en 2006 organizó el concierto de Marc Anthony en España, siendo la primera vez que compartió escenario en este país con su mujer, la cantante Jennifer López.
Pino Sagliocco produjo el festival "Rock in Rio", como socio del fundador de Rock in Rio, Roberto Medina, que llevó por primera vez a España en 2008 y repitió en 2010 y 2012.

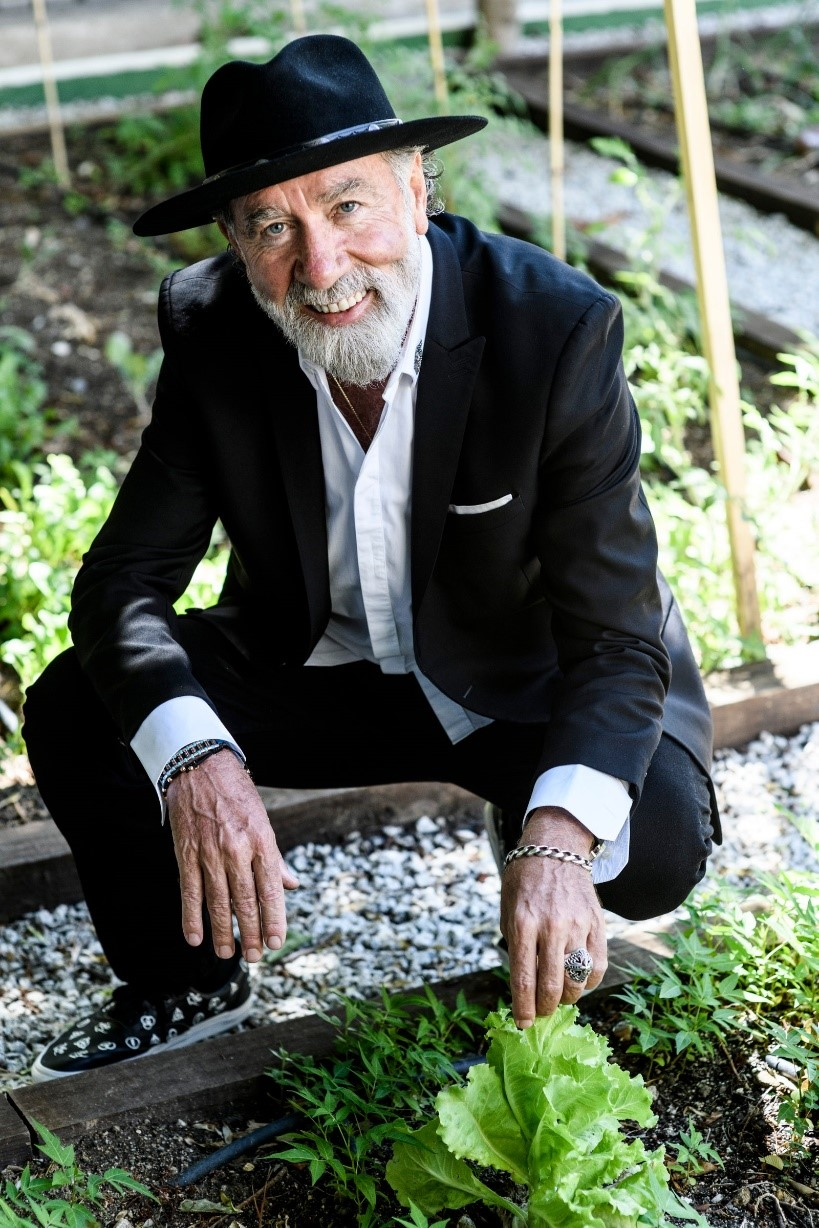
Pino Sagliocco

Tal y como hizo en 1987 fusionando por primera vez, rock y ópera, con Freddy Mercury y Montserrat Caballé, del que salió el himno de las olimpiadas de Barcelona 92, en julio de 2012 organizó en Ibiza el festival “Ibiza 123 festival”, evento que unió de nuevo dos géneros distintos de música, rock y electrónica, Rocktronic. En el festival participaron Sting, Lenny Kravitz, Elton John o los Dj’s David Guetta o Fatboy Slim. La actuación de Elton John supuso el estreno en primicia del tema “Buenos días a la noche” compuesto por él mismo, con el objetivo de convertirlo en himno de este festival.
En agosto de 2019 recibió en el Club Diario el premio La Llave de Ibiza y el galardón que le reconocía como Embajador de Ibiza y Formentera.
Desde el año 2020 es el promotor de artistas actuales como The Weeknd, Dua Lipa, Rosalía y Michael Buble.
En abril de 2021, en plena pandemia por el coronavirus, a iniciativa suya, promovió y codirigió, sin ánimo de lucro y en colaboración con la ONG La Carbonería Cultural del Siglo XXI, el Himno de la Alegría, con la creación de un video que tuvo gran difusión en medios y contando con la participación para su grabación de más de cuarenta artistas (por orden alfabético): Aitana, Alejandro Lerner, Alessia Cara, Alex Ubago, Ana Mena, Andrés Calamaro, Andrés Dvicio, Antonio José, Antonio Orozco, Brian May, Camilo, Carlos Rivera, David Bisbal, Dulce Pontes, Draco, Fher Olvera (Maná), India Martínez, Joy (Jesse & Joy), Juanes, Lali, Laura Pausini, Leire Martínez (La Oreja de Van Gogh), Luis Cobos, Macaco, Malú, Manolo García, Manuel Carrasco, Mau y Ricky, Melendi, Miguel Ríos, Mikel Izal, Nathy Peluso, Orquesta Mad4Strings, Pablo Alborán, Pablo López, Rosario, Rozalén, Sebastián Yatra, Vanesa Martín y Coro Cantorum.  
También participaron deportistas como, entre otros, Rafa Nadal, Marc Márquez, Jorge Lorenzo, Pau Gasol, Messi, Ona Carbonell, Luis Figo, Vicente del Bosque, Simeone, Carolina Marín, Mireia Belmonte y Clara Azurmendi.
El videoclip es protagonizado por las actrices Paz Vega y Ángela Molina.
En el año 2022 ha sido promotor en España del SIXTY TOUR de The Rolling Stones, organizando el concierto el 1 de junio en el estadio Metropolitano de Madrid, además de Roger Waters y Guns ‘N Roses.

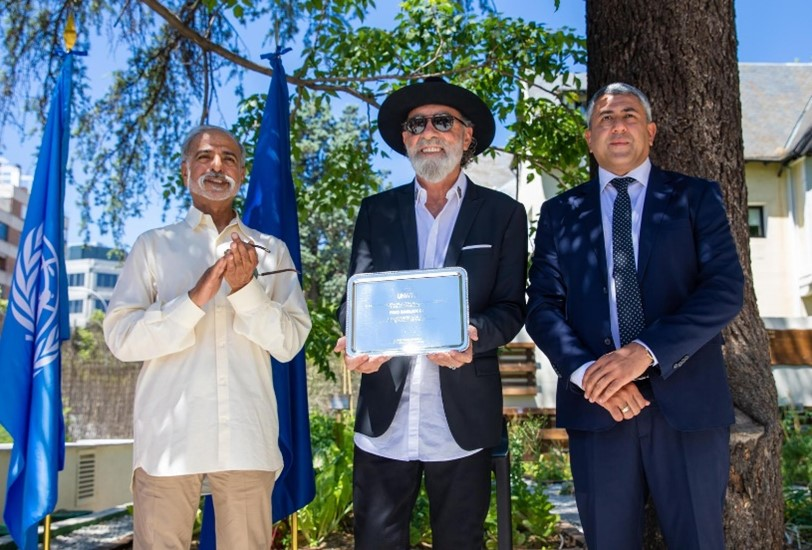
Pino Sagliocco recibe el título de Embajador Especial otorgado por la Organización Mundial del Turismo (2022)

En julio de 2022 la Organización Mundial del Turismo (OMT) le ha nombrado Embajador Especial. Un nombramiento que le fue otorgado por su secretario general Zurab Pololiskashvili y que anteriormente han recibido grandes figuras internacionales como Lionel Messi o Giorgio Armani, y que Sagliocco interpreta como “un reconocimiento a la música”.
Durante los años 2019 y 2022 ha sido el creador y organizador de los shows ONE NIGHT ONLY (ONO) by MTV en Sevilla, Bilbao, Budapest y en Nueva York.
Este último show en Nueva York fue celebrado el 27 de agosto de 2022 en la catedral neogótica de San Juan el Divino de esa ciudad, siendo alabado por la crítica y por la propia prestigiosa cadena televisiva MTV debido a la talentosa fusión entre el flamenco, el góspel, el pop y el rock que Sagliocco llevó a cabo.
La revista Forbes le ha incluido en su lista de los empresarios más creativos del mundo.